# National Treasure: Hemligheternas bok
National Treasure 2 Hemligheternas bok är en amerikansk långfilm från 2007 regisserad av Jon Turteltaub. Den hade svensk biopremiär den 11 januari 2008. Filmen är en uppföljare till National Treasure från 2004.

## Handling
I denna uppföljaren till filmen National Treasure ger sig skattsökaren Ben Gates åter ut på ett farofyllt uppdrag för att återfinna gömda skatter och glömd historia. När en förlorad sida ur John Wilkes Booths dagbok återfinns av Mitch Wilkinson blir Bens farfars farfar, Thomas Gates, plötsligt utpekad för delaktighet i mordet på president Abraham Lincoln. Besluten att bevisa att hans släkting är oskyldig följer Ben ledtrådar som tar honom från Paris till London och tillbaka till Amerika. Resan tar inte bara Ben och hans medhjälpare till överraskande upptäckter utan även till världens mest dyrbara hemligheter.

## Rollista (urval)
- Nicolas Cage - Benjamin Franklin "Ben" Gates
- Jon Voight - Patrick Henry Gates
- Harvey Keitel - Agent Peter Sadusky
- Ed Harris - Mitch Wilkinson
- Diane Kruger - Dr. Abigail Chase
- Justin Bartha - Riley Poole
- Bruce Greenwood - Presidenten
- Michael Maize - Daniel
- Timothy Murphy - Seth
- Armando Riesco - Agent Hendricks
- Albert Hall - Dr. Nichols
- Helen Mirren - Dr. Emily Appleton
- Ty Burrell - Connor
- Alicia Coppola - Agent Spellman
- Joel Gretsch - Thomas Gates
- Billy Unger - Charles Carroll Gates
- Zachary Gordon - Pojke som pratar om Lincolnmordet
- Christian Camargo - John Wilkes Booth
- Brent Briscoe - Michael O'Laughlen
- Glenn Beck - Abraham Lincoln
- Judy Renihan - Mary Todd Lincoln